# Апостольский викариат Гуахиры
Апостольский викариат Гуахиры (лат. Vicariatus Apostolicus Goajirensi ) — упразднённый апостольский викариат Римско-Католической Церкви, существовавший в XX веке в Колумбии.

## История
17 января 1905 года Святой Престол учредил апостольский викариат Гуахиры, выделив его из епархии Санта-Марты. Пастырское попечение апостольским викариатом было поручено монахам монашеского ордена капуцинов из испанской монашеской провинции Валенсия. Юрисдикция апостольской префектуры распространялась на всю территорию департамента Гуахира.
4 декабря 1952 года апостольский викариат Гуахиры передал часть своей территории для образования новых апостольских викариатов Вальедупара (сегодня — Епархия Вальедупара) и Риоачи (сегодня — Епархия Риоачи). В этот же день апостольский викариат Гуахиры был упразднён.

## Ординарии апостольского викариата
- священник Atanasio María Vicente Soler y Royo O.F.M.Cap.[1] (22.12.1906 — 21.11.1930);
- священник Joaquín Alcaide y Bueso O.F.M.Cap. (21.12.1931 — 21.02.1943);
- священник Vicente Roig y Villalba O.F.M.Cap. (15.12.1944 — 4.12.1952).